# Akrata
Akrata (in greco Ακράτα?) è un ex comune della Grecia nella periferia della Grecia Occidentale (unità periferica dell'Acaia) con 7 056 abitanti secondo i dati del censimento 2001.
È stato soppresso a seguito della riforma amministrativa, detta Programma Callicrate, in vigore dal gennaio 2011 ed è ora compreso nel comune di Aigialeia.

## Località
Akrata è suddiviso nelle seguenti comunità (i nomi dei villaggi tra parentesi):
- Agia Varvara (Agia Varvara, Vounaki)
- Akrata (Akrata, Palaiostafida, Pyrgos, Fournoi)
- Ampelos
- Kalamias (Kalamias, Kato Potamia, Potamitikos Gialos)
- Krathio (Krathio, Goumaiika)
- Mesorrougi (Mesorrougi, Ano Mesorrougi, Solos)
- Paralia Platanou
- Peristera (Peristera, Agridi, Chalkianika)
- Platanos (Platanos, Ano Potamia, Korinthiako Balkoni, Tsivlos)
- Porovitsa (Porovitsa, Paralia Porovitsis)
- Sylivena or Sylivainiotika
- Valimi
- Voutsimos
- Zarouchla